# Allée des crues soudaines du Texas

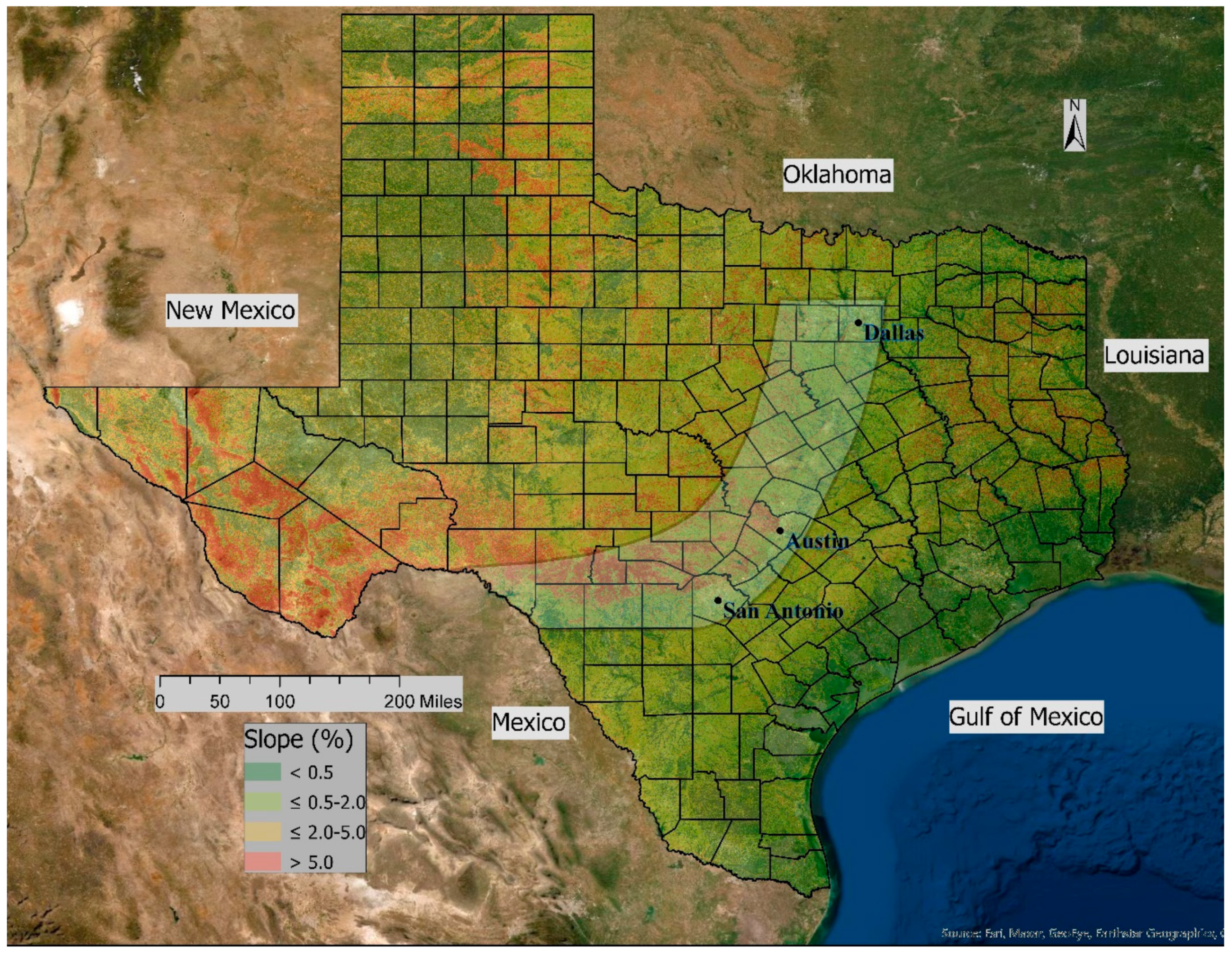
L'Allée des crues soudaines : la région incurvée plus claire qui s'étend de Dallas jusqu'à San Antonio.

L'allée des crues soudaines du Texas, en anglais : Flash Flood Alley, est une région du centre du Texas considérée comme la plus sujette aux inondations soudaines aux États-Unis. Elle couvre une bande en forme de croissant le long de l'escarpement de Balcones, de l'ouest de San Antonio à l'est de Dallas en passant par Austin et Waco où des pluies orageuses abondantes se forment et persistent. De nombreux événements du genre ont causé des dégâts importants et de nombreux morts à travers l'histoire du Texas.

## Description
Le Texas est situé entre la plaine côtière du golfe du Mexique au sud-est et les plateaux du nord-ouest, subissant des flux humides du premier en saison chaude. Dans le centre de l'État, l'escarpement de Balcones, s'étendant de Dallas à San Antonio puis vers l'ouest, constitue un obstacle à la progression de ce flux,,. La zone comprend les bassins des fleuves Guadalupe et Colorado,. Selon l'Autorité du fleuve Guadalupe-Blanco, le bassin du Guadalupe est « l'une des trois régions les plus dangereuses des États-Unis en termes de crues soudaines ».
La région centrale connaît donc des inondations typiques lors de fortes pluies qui remplissent souvent les rues ou les zones basses et causent des dégâts. Les crues soudaines se produisent lorsque l'emplacement, l'intensité et la durée des pluies se combinent pour surcharger les cours d’eau et les rivières en très peu de temps. Elle est naturellement sujette à ce phénomène en raison d’une combinaison de topographie, de géologie et de climat,. Le problème est exacerbé par les schémas d’implantation et de développement de la région.

## Cause
Lorsque des tempêtes se déplacent dans la région depuis le Pacifique et le golfe alors que de l'air plus frais arrive des Grandes Plaines, cela provoque un soulèvement  orographique sur l'escarpement des Balcones et déstabilise la masse d'air. Des systèmes convectifs de méso-échelle peuvent aussi se former. L'air chaud et humide se condense et provoque des précipitations abondantes qui peuvent dévaler rapidement des collines et remplir les ruisseaux et les rivières,,,,.
Le terrain karstique de calcaire usé comprend des rivières larges mais peu profondes et normalement lentes qui serpentent entre les collines et dans les vallées,. Le climat est semi-aride avec des sols rocheux et argileux peu profonds, ce qui signifie que les sols n'absorbent pas l'eau mais lui permettent de ruisseler,. Le phénomène peut être exacerbé dans les villes dotées de grandes surfaces pavées et de systèmes de drainage obsolètes, comme à San Antonio, ou par le surpâturage dans les zones rurales,. De nombreuses zones peuplées de la région sont situées le long des lits de cours d'eau dans des plaines inondables entre des collines qui agissent comme un entonnoir naturel. Les urbanistes ont ainsi souvent permis aux promoteurs de construire dans ces endroits en n’utilisant pas de matériaux de pavage perméables.

## Inondations majeures
Selon Richard Earl, géographe à l'Université d'État du Texas, « la région présente l'un des débits de crue par unité de surface les plus élevés d'un bassin versant du pays ». Selon l'expert en inondations Hatim Sharif, hydrologue et ingénieur civil à l'Université du Texas à San Antonio, « le Texas dans son ensemble est en tête du pays en termes de décès dus aux inondations, et de loin ». Selon la météorologue d'Austin Mary Wasson, entre 2011 et 2021, le Texas a connu 500 crues soudaines.